# Leptogomphus palawanus
Leptogomphus palawanus – gatunek ważki z rodziny gadziogłówkowatych (Gomphidae).